# Estación Torrent (Urquiza)
Torrent es una estación de ferrocarril , ubicada en el Departamento General Alvear de la provincia de Corrientes.
Su principal vía de acceso es la Ruta Provincial 96, que la comunica al este con la Ruta Nacional 14, y por esta con General Alvear al sudoeste y Santo Tomé al nordeste.
El ferrocarril tenía parada hasta 2011 en el trayecto entre Posadas y Buenos Aires.